# Gubernia azowska
Gubernia azowska (ros. Азовская губерния) – historyczna jednostka administracyjna Imperium Rosyjskiego, istniejąca w latach 1708–1725 i 1775–1783. Ze względu na jej strategiczne położenie na czele guberni azowskiej stał generał-gubernator. 

## Przemiany
- 1708 gubernia azowska utworzona jako jedna z 8 guberni, na które car Piotr I podzielił całe państwo[1]
- 1725 gubernię azowską przekształcono w gubernię woroneską
- 1775 utworzono nową gubernię azowską z prowincji bachmuckiej[2] oraz obszarów uzyskanych przez Rosję na podstawie traktatu w Küczük Kajnardży, kończącego wojnę rosyjsko-turecką 1768-1774 (m.in. tereny kozaków dońskich - późniejsza Ziemia Wojska Dońskiego)
- 1783 gubernia azowska została połączona z gubernią noworosyjską w namiestnictwo jekaterynosławskie.

### Stolica
- 1708-1715 formalnie Azow, faktycznie Tambow (zagrożony przez Turków Azow został przez nich zajęty w 1710 r. i na mocy pokoju pruckiego należał 1711-1736 do Imperium Osmańskiego)
- 1715-1725 Woroneż
- 1775-1778 nieformalną siedzibą władz guberni była forteca Bilowska (obecnie w granicach miasta Krasnohrad), ponieważ na stolicę guberni postanowiono wybudować nowe miasto nazwane na cześć carycy Katarzyny "Jekaterynosławiem" (budowa rozpoczęła się w 1776 r.)
- 1778-1783 Jekaterynosław

### Podział administracyjny
- 1708 - trzy prowincje: azowska (do 1710), tambowska, woroneska
- 1719 - pięć prowincji: bachmucka, jelecka, szacka, tambowska, woroneska
- 1775 - dwie prowincje: azowska i bachmucka, w sumie 9 ujezdów